# كوكيوشي (زعيم قبيلة)
كوكيوشي (بالإنجليزية: Coacoochee)‏ ، ولها تسميات أخرى مثل كاواكوس (Kowakkuce) وكاوكوشي (Cowacoochee) أو القط البري (Wild Cat) ، من مواليد 1810 وتوفي سنة 1857، زعيم القبيلة لعائلة كوكيوشي التابع لعرق الهنود الحمر بالولايات المتحدة. قاوم كوكيوشي من هجمات المستوطنين الأوروبيين والحكومة الأمريكية.